# Operacja Tamara
Operacja "Tamara" – kryptonim niemieckiej operacji wojskowej prowadzonej przez gruzińskich ochotników w 1942 r. na Kaukazie.

## Historia
Po wybuchu wojny niemiecko-sowieckiej 22 czerwca 1941 r., Niemcy utworzyli pod auspicjami wywiadu wojskowego Abwehra organizację "Tamara". Rekrutowała się ona w większości spośród gruzińskich emigrantów. Jej zadaniami było prowadzenie działań sabotażowo-wywiadowczych za liniami sowieckimi na obszarze Gruzji. Składała się z 2 grup: "Tamara-I" i "Tamara-II". Grupa "Tamara-II" (ok. 80 Gruzinów) po specjalistycznym przeszkoleniu w Rumunii została przydzielona do Sonderverband Bergmann, w ramach którego na wiosnę 1942 r. brała udział w walkach na Kaukazie. Na jej czele stał płk dr Kramer z Abwehry. Natomiast grupa "Tamara-I" na pocz. września tego roku została przetransportowana samolotami z Krymu i zrzucona na spadochronach w zachodniej Gruzji. Po wycofaniu się wojsk niemieckich z Kaukazu Gruzini zostali częściowo schwytani przez Sowietów, a częściowo wybici.